# Clã Jinbō
O clã Jinbō (神保氏) foi um clã do Japão da província de Echigo durante o Período Sengoku, que serviu como como vassalo do clã Uesugi. Durante o Período Edo, um ramo dos Jinbō passou a servir ao clã Matsudaira de Aizu; outro ramo se tornou hatamoto a serviço do xogunato Tokugawa.